# Кенні (Іллінойс)
Кенні (англ. Kenney) — селище (англ. village) в США, в окрузі Де-Вітт штату Іллінойс. Населення — 311 особа (2020).

## Географія
Кенні розташоване за координатами 40°5′52″ пн. ш. 89°5′10″ зх. д. / 40.09778° пн. ш. 89.08611° зх. д. (40.097848, -89.086001).  За даними Бюро перепису населення США в 2010 році селище мало площу 0,78 км², уся площа — суходіл.

## Демографія
Згідно з переписом 2010 року, у селищі мешкало 326 осіб у 150 домогосподарствах у складі 86 родин. Густота населення становила 419 осіб/км².  Було 162 помешкання (208/км²).
Расовий склад населення:
| - 98,5 % — білих - 0,3 % — азіатів |

До двох чи більше рас належало 1,2 %. Частка іспаномовних становила 0,6 % від усіх жителів.
За віковим діапазоном населення розподілялося таким чином: 19,6 % — особи молодші 18 років, 63,2 % — особи у віці 18—64 років, 17,2 % — особи у віці 65 років та старші. Медіана віку мешканця становила 48,2 року. На 100 осіб жіночої статі у селищі припадало 106,3 чоловіків;  на 100 жінок у віці від 18 років та старших — 107,9 чоловіків також старших 18 років.
Середній дохід на одне домашнє господарство  становив 54 378 доларів США (медіана — 51 563), а середній дохід на одну сім'ю — 57 546 доларів (медіана — 52 188). Медіана доходів становила 50 625 доларів для чоловіків та 29 750 доларів для жінок. За межею бідності перебувало 17,3 % осіб, у тому числі 33,9 % дітей у віці до 18 років та 5,5 % осіб у віці 65 років та старших.
Цивільне працевлаштоване населення становило 155 осіб. Основні галузі зайнятості: освіта, охорона здоров'я та соціальна допомога — 19,4 %, виробництво — 17,4 %, роздрібна торгівля — 12,9 %, будівництво — 12,3 %.